# La Jonchère
 La Jonchère  es una población y comuna francesa, en la región de Países del Loira, departamento de Vendée, en el distrito de Les Sables-d'Olonne y cantón de Moutiers-les-Mauxfaits.

## Demografía
| 344 | 307 | 277 | 282 | 238 | 296 |
| Para los censos de 1962 a 1999 la población legal corresponde a la población sin duplicidades (Fuente: INSEE [Consultar]) |     |     |     |     |     |